# Francisco Javier Herrera Rivas
Francisco Javier Herrera Rivas (Badalona, 4 de desembre de 1966) és un exjugador de bàsquet català. Mesurava 1,91 metres d'alçada i la seva posició a la pista era la d'escorta.

## Carrera esportiva
Herrera es va formar al planter del Club Joventut Badalona, i la temporada 84-85 debutava a la lliga ACB amb el Ron Negrita Joventut. El 1986 va jugar a la UD Montgat, de Segona Divisió, i la temporada següent ho va fer al Tenerife, de Primera B. Va assolir l'ascens amb l'equip canari aquella temporada i en va jugar dues més a l'ACB amb el llavors "Tenerife Nº1". El 1990 va fitxar per un altre conjunt illenc, el Gran Canaria, que jugava a Primera Divisió. També va assolir l'ascens a l'ACB i va jugar una temporada més a la màxima categoria del bàsquet nacional. La 1992-93 jugaria al Viña Costeira La Coruña, a Primera, i la 93-94, la seva darrera en actiu, ho va fer al Canarias, també a Primera Divisió.